# 방사대칭동물
방사대칭동물(Radiata)은 좌우대칭동물과 달리 방사대칭의 형태를 가진 동물의 분류이다. 자포동물문과 유즐동물문으로 나뉜다. 경우에 따라 해면동물문이나 극피동물문을 포함해서 부르기도 한다.

## 분류
- 방사대칭동물군 (Radiata)
  - 자포동물문 (Cnidaria)
  - 유즐동물문 (Ctenophora)
  - † 삼열동물문 (Trilobozoa)